# Puchar Ameryki Południowej w narciarstwie dowolnym 2019
Puchar Ameryki Południowej w narciarstwie dowolnym 2019 rozpoczął się 3 sierpnia 2019 r. w chilijskim ośrodku narciarskim La Parva. Zmagania zakończyły się 24 września 2019 r. w argentyńskim kurorcie Chapelco.
Puchar Ameryki Południowej został rozegrany w 2 krajach i 4 miastach.

## Konkurencje
- SX = skicross
- BA = big air
- SS = slopestyle

## Kalendarz i wyniki SAC

### Mężczyźni
| Lp | Data             | Miejscowość    | Konkurencja | 1. miejsce      | 2. miejsce        | 3. miejsce         |
| -- | ---------------- | -------------- | ----------- | --------------- | ----------------- | ------------------ |
| 1. | 3 sierpnia 2019  | La Parva       | SS          | Benjamin Garces | Francisco Salas   | Luke Price         |
| 2. | 4 sierpnia 2019  | La Parva       | SS          | Luke Price      | Mateo Bonacalza   | Benjamin Garces    |
| 3. | 7 września 2019  | Cerro Catedral | BA          | Nahuel Medrano  | Joaquin Cremer    | Juan Cruz Bavastro |
| 4. | 8 września 2019  | Cerro Catedral | BA          | Nahuel Medrano  | Mateo Bonacalza   | Pedro Esteban      |
| 5. | 16 września 2019 | Pucón          | SX          | Joaquin Valdes  | Felipe Arancibia  | Santiago Furniss   |
| 6. | 17 września 2019 | Pucón          | SX          | Joaquin Valdes  | Wolfgang Virostek | Santiago Furniss   |
| 7. | 24 września 2019 | Chapelco       | SS          | Mateo Bonacalza | Javier Spiegel    | Juan Cruz Bavastro |

### Kobiety
| Lp | Data             | Miejscowość    | Konkurencja | 1. miejsce         | 2. miejsce                | 3. miejsce       |
| -- | ---------------- | -------------- | ----------- | ------------------ | ------------------------- | ---------------- |
| 1. | 3 sierpnia 2019  | La Parva       | SS          | Odwołano           | Odwołano                  | Odwołano         |
| 2. | 4 sierpnia 2019  | La Parva       | SS          | Odwołano           | Odwołano                  | Odwołano         |
| 3. | 7 września 2019  | Cerro Catedral | BA          | Odwołano           | Odwołano                  | Odwołano         |
| 4. | 8 września 2019  | Cerro Catedral | BA          | Odwołano           | Odwołano                  | Odwołano         |
| 5. | 16 września 2019 | Pucón          | SX          | Antoinette Tansley | Saga Goni                 | Josefina Valdes  |
| 6. | 17 września 2019 | Pucón          | SX          | Antoinette Tansley | Josefina Valdes           | Saga Goni        |
| 7. | 24 września 2019 | Chapelco       | SS          | Paloma Leyton      | Azul Mia Beveraggi Ibarra | Renata Lagrenade |

## Klasyfikacje

### Mężczyźni
| Lp. | Zawodnik           | Punkty |
| --- | ------------------ | ------ |
| 1.  | Mateo Bonacalza    | 46,00  |
| 2.  | Nahuel Medrano     | 40,00  |
| 2.  | Joaquin Valdes     | 40,00  |
| 4.  | Benjamin Garces    | 32,00  |
| 4.  | Luke Price         | 32,00  |
| 6.  | Javier Spiegel     | 29,80  |
| 7.  | Francisco Salas    | 26,00  |
| 8.  | Juan Cruz Bavastro | 25,80  |
| 9.  | Joaquin Cremer     | 25,00  |
| 10. | Felipe Arancibia   | 25,00  |

| Lp. | Zawodnik             | Punkty |
| --- | -------------------- | ------ |
| 1.  | Joaquin Valdes       | 200,00 |
| 2.  | Felipe Arancibia     | 125,00 |
| 3.  | Santiago Furniss     | 120,00 |
| 4.  | Wolfgang Virostek    | 116,00 |
| 5.  | Pascal David         | 90,00  |
| 6.  | Francisco Yanez      | 86,00  |
| 7.  | Andres B. Middletton | 77,00  |
| 8.  | Cristobal Gaete      | 72,00  |

| Lp. | Zawodnik           | Punkty |
| --- | ------------------ | ------ |
| 1.  | Mateo Bonacalza    | 230,00 |
| 2.  | Benjamin Garces    | 160,00 |
| 2.  | Luke Price         | 160,00 |
| 4.  | Javier Spiegel     | 149,00 |
| 5.  | Francisco Salas    | 130,00 |
| 6.  | Juan Cruz Bavastro | 129,00 |
| 7.  | Cristobal Colombo  | 105,00 |
| 8.  | Jan Vermeij        | 86,00  |
| 9.  | Karl Haller        | 85,00  |
| 10. | Joaquin Cremer     | 85,00  |

| Lp. | Zawodnik                   | Punkty |
| --- | -------------------------- | ------ |
| 1.  | Nahuel Medrano             | 200,00 |
| 2.  | Joaquin Cremer             | 125,00 |
| 3.  | Pedro Esteban              | 110,00 |
| 4.  | Mateo Bonacalza            | 104,00 |
| 5.  | Juan Cruz Bavastro         | 84,00  |
| 6.  | Jan Vermeij                | 82,00  |
| 7.  | Javier Spiegel             | 81,00  |
| 8.  | Pedro de la Canal          | 72,00  |
| 9.  | Federico Wenceslao Rimmele | 66,00  |
| 10. | Cristobal Colombo          | 65,00  |

### Kobiety
| Lp. | Zawodniczka               | Punkty |
| --- | ------------------------- | ------ |
| 1.  | Antoinette Tansley        | 40,00  |
| 2.  | Saga Goni                 | 28,00  |
| 2.  | Josefina Valdes           | 28,00  |
| 4.  | Paloma Leyton             | 20,00  |
| 5.  | Francisca Santiagos       | 20,00  |
| 6.  | Carlota Ruano             | 18,00  |
| 7.  | Azul Mia Beveraggi Ibarra | 16,00  |
| 8.  | Renata Lagrenade          | 12,00  |

| Lp. | Zawodniczka         | Punkty |
| --- | ------------------- | ------ |
| 1.  | Antoinette Tansley  | 200,00 |
| 2.  | Saga Goni           | 140,00 |
| 2.  | Josefina Valdes     | 140,00 |
| 4.  | Francisca Santiagos | 100,00 |
| 5.  | Carlota Ruano       | 90,00  |

| Lp. | Zawodniczka               | Punkty |
| --- | ------------------------- | ------ |
| 1.  | Paloma Leyton             | 100,00 |
| 2.  | Azul Mia Beveraggi Ibarra | 80,00  |
| 3.  | Renata Lagrenade          | 60,00  |